# Anchinothria macrobranchiata
Anchinothria macrobranchiata är en ringmaskart som först beskrevs av McIntosh 1885.  Anchinothria macrobranchiata ingår i släktet Anchinothria och familjen Onuphidae. Inga underarter finns listade i Catalogue of Life.